# Еврінома (дочка Ніса)
Еврінома (дав.-гр. Εὐρυνόμη) — персонаж давньогрецької міфології, дочка царя Мегар Ніс і Аброти, сестра Іфіної та Скілли.  
Евріному навчала Афіна, зробила з неї освічену красуню, в яку закохався син Сізіфа Главк, коли випасав биків. Попри усі прагнення Сізіфа засватати Евріному пославши Главка з подарунками Зевс вирішив, що потомства у Главка немає бути і віддав її Посейдону, від якого вона народила Беллерофонта. 